# Els Verds de l'Iran
Els Verds de l'Iran (persa: حزب سبزهای ایران; romanitzat: Hezb-e-sabz Hayeh Iran) és un partit polític iranià exiliat al Quebec (Canadà). Com a partit verd dona suport als plantejaments de l'ecologisme i és un dels partits de l'Iran que aposta per un sistema legal laic i pel respecte als drets dels homosexuals.